# Modrej
Modrej este o localitate din comuna Tolmin, Slovenia, cu o populație de 284 de locuitori.